# FC Vestsjælland
FC Vestsjælland (FCV) was een Deense voetbalclub uit Slagelse. De club werd opgericht in 2008 en ging eind 2015 failliet.
De club ontstond uit omnisportvereniging Slagelse Boldklub & Idrætsforening (Slagelse B&I) die in 1887 opgericht werd en waarvan de voetbalafdeling in de jaren 70 vier seizoenen op het hoogste niveau uitkwam. Vanuit die club werden meerdere pogingen ondernomen om tot een regionale profclub te komen die op het hoogste niveau mee kon doen. Samenwerkingen met andere clubs mislukten en van 2002 tot 2006 had Slagelse B&I samen met Kalundborg GB een samenwerking met FC Kopenhagen opgezet waarbij de club fungeerde als satellietclub en tweede team van Kopenhagen. Dit samenwerkingsverband viel uiteen en, na twee jaar zelfstandig overbrugd te hebben, werd besloten om het eerste elftal zelf als losse club te professionaliseren los van de moederclub.
In 2008 ging FC Vestsjælland van start in de Deense tweede divisie Oost, de derde hoogste voetbalcompetitie in Denemarken. De club werd meteen kampioen en promoveerde zo naar de eerste divisie. In 2013 promoveerde de club naar de Superligaen. In het seizoen 2014/15 wist de club door te dringen tot de finale van de strijd om de Deense voetbalbeker. Daarin werd op 14 mei 2015 na verlenging verloren van FC Kopenhagen (3-2). In hetzelfde seizoen degradeerde de club naar de 1. division. Hierna kende de club financiële problemen en werd op 9 december 2015 failliet verklaard.

## Externe link

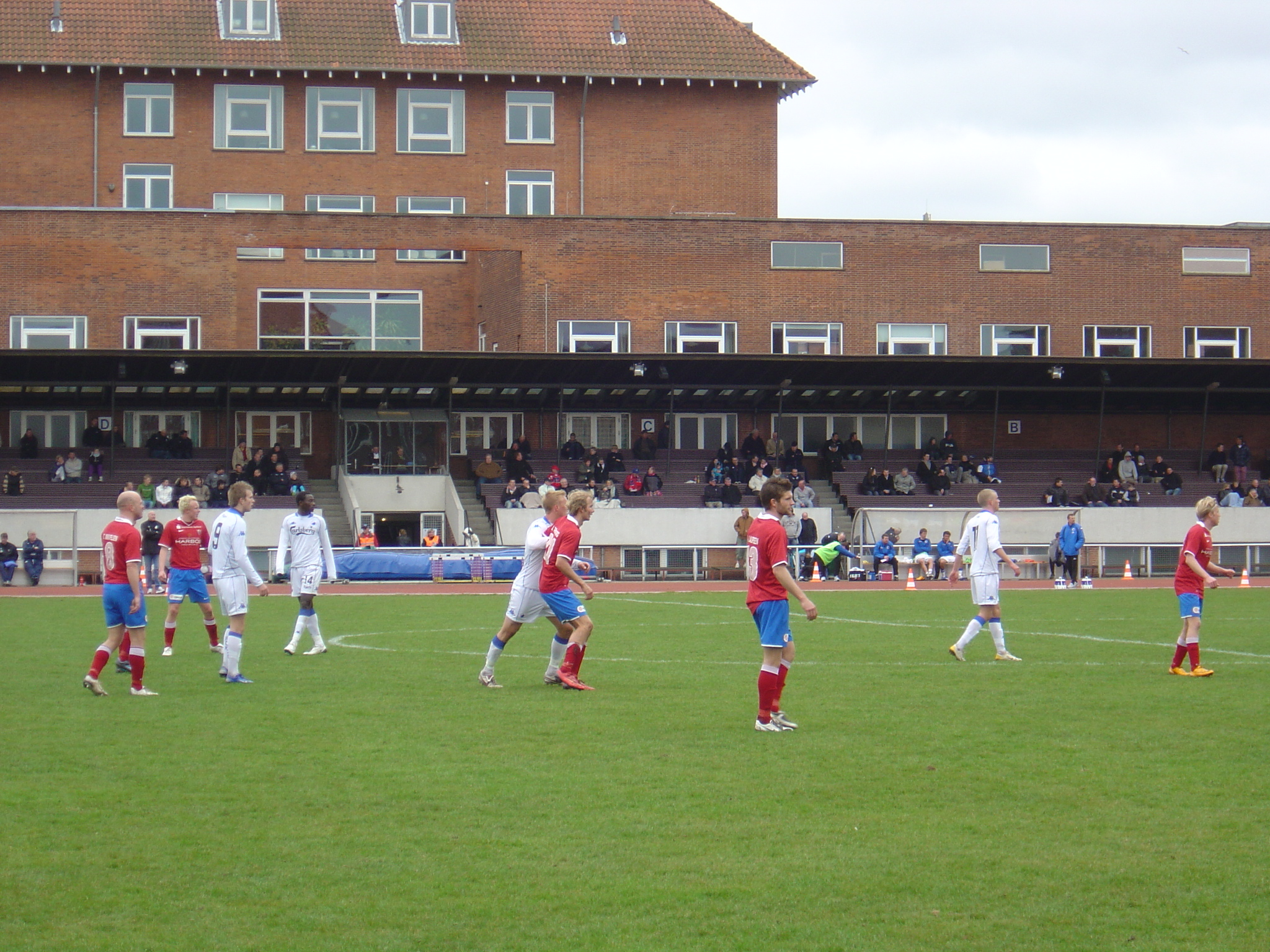
FC Copenhagen tegen FC Vestsjælland, 2009

## Eindklasseringen
| 1 |

| 5 |

| 7 |

| 6 |

| 2 |

| 9 |

| 11 |

| 12 |

| Superligaen (Niv. 1) | 1. division (Niv. 2) | 2. Division (Niv. 3) |